# Королевская опера (Лондон)

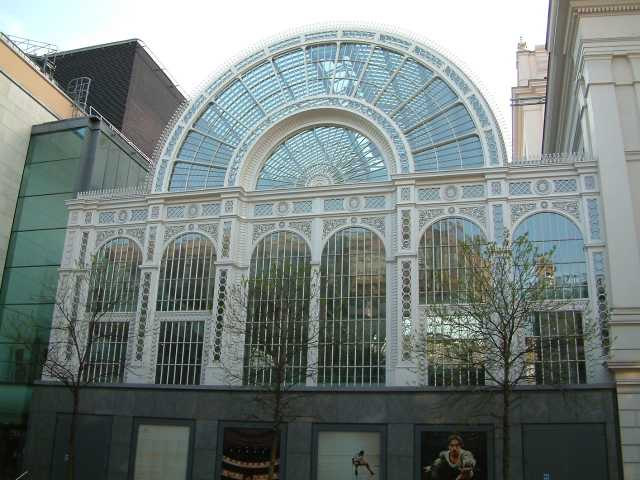

Лондонская Королевская опера (англ. The Royal Opera), часто называемая также оперным театром Ковент-Гарден, англ. Covent Garden, согласно своему первоначальному названию, взятому у одноимённого района Лондона, где расположен Королевский театр Ковент-Гарден, — крупнейшая оперная труппа Великобритании.
Оперная компания Ковент-Гарден (англ. Covent Garden Opera Company) была основана в 1946 году. Её принципом, хотя нигде официально и не заявленным, было исполнение опер исключительно по-английски. В связи с этим на начальном этапе состав исполнителей в Ковент-Гардене оставался преимущественно однонациональным: на лондонской сцене пели англичане, а также певцы из стран Содружества (австралийка Джоан Сазерленд, канадец Джон Викерс и др.). В соответствии с этим и в репертуаре Ковент-Гардена особенно большое место занимали английские оперы — сочинения Бенджамина Бриттена (в том числе «Глориана», поставленная в 1953 г. к коронации Елизаветы II), Ральфа Воан-Уильямса, Майкла Типпета, Артура Блисса. Отдельные исключения, вроде появления Элизабет Шварцкопф в партии Мими в постановке «Богемы» 1948 г. или участия Ханса Хоттера — Вотана в вагнеровском «Кольце Нибелунга» в том же году, не меняли картины. Однако этот принцип вошёл в противоречие с общемировой тенденцией к интернационализации музыкальной сцены: лондонские зрители хотели видеть и слышать мировых звёзд наравне с национальными. В 1958 году, на который пришлись юбилейные торжества по случаю столетия нынешнего здания театра, негласные ограничения на пение не по-английски было фактически снято (зато оно сохранилось в другой лондонской оперной труппе — Английской национальной опере).
С конца 1950-х годов интерес публики к постановкам оперы Ковент-Гарден неуклонно возрастал, приведя к возникновению огромных очередей за билетами, — администрация театра пыталась решать эту проблему предварительной раздачей специальных талонов с отмеченным временем, в течение которого обладателю талона следовало явиться в кассу для приобретения билета. На волне увеличивающейся популярности театра в 1968 году ему было присвоено название Королевского.

## Музыкальные руководители
- Карл Ранкл (1946—1951)
- Рафаэль Кубелик (1955—1958)
- Георг Шолти (1961—1971)
- Колин Дэвис (1971—1987)
- Бернард Хайтинк (1987—2002)
- Антонио Паппано (с 2002 г.)